# Strategia rozwoju gospodarczego
Strategią rozwoju nazywa się rozmaite sposoby oddziaływania w celu pobudzenia wzrostu gospodarczego. Podstawowym problemem w projektowaniu strategii rozwoju jest znalezienie sposobu, aby przerwać zespół współzależności tworzących w gospodarce błędne koło niedorozwoju i ubóstwa. 

## Typy strategii
1.Strategia liberalna (monetarystyczna lub ortodoksyjna) – dąży ona do poprawienia alokacji zasobów dzięki zdaniu się na mechanizmy rynkowe oraz wskazówki, które on daje. Jej głównym polem zainteresowania są zagadnienia mikroekonomiczne. Ogromną rolę przypisuje sektorowi prywatnemu, a jej skrajne warianty przypominają zasady leseferyzmu. Nacisk kładziony jest na politykę pieniężną i budżetową oraz na reformy finansowe. Jej cele to: stabilizacja gospodarki, poprawa alokacji zasobów, dobre funkcjonowanie rynków, sprzyjanie wysokiemu poziomowi oszczędzania, zapewnienie bardziej efektywnego wykorzystania kapitału.
2.Strategia gospodarki otwartej – podobnie jak strategia liberalna uwagę skupia na rynkowej alokacji zasobów, czy też na sektorze prywatnym. Najważniejsze znaczenie przypisuje eksportowi. W strategii tej usiłuje się uzyskać korzyści komparatywne oraz wzrost stopy oszczędności, co przyspiesza akumulację kapitału, a tym samym wzrost. Strategia ta opowiada się za aktywną rolą państwa. 
3. Strategia industrializacji – nacisk kładzie na ekspansję sektora przetwórczego. Jej celem jest podwyższenie stopy wzrostu gospodarczego, co można osiągnąć przez: rozwój produkcji dóbr przetwórczych, rozwijanie przemysłu dóbr kapitałowych oraz proeksportową orientację sektora przetwórczego. Opowiada się za interwencją władz publicznych. 
4. Strategia rozwoju rolniczego („zielonej rewolucji”) – dąży ona do osiągnięcia wzrostu produkcji rolnej. Kluczem do jej osiągnięcia jest postęp techniczny, co wiąże się z wprowadzaniem wysoko wydajnych kultur rolnych. Jest ona głównie stosowana w krajach Trzeciego Świata.
5. Strategia redystrybucji – jej celem jest poprawa podziału dochodu i bogactwa. Zaleca ona tworzenie miejsc pracy, redystrybucję części wzrostu dochodu narodowego na rzecz najuboższych, zwracanie uwagi na potrzeby podstawowe.